# Powellana
Powellana là một chi bướm ngày thuộc họ Lycaenidae.